# Neófito de Quíos
Neófito de Quíos (f. 1686), fue Patriarca de Antioquía de 1673 a 1682.
Aunque la familia de Neófito era originaria de Quíos, fue educado en Damasco bajo los jesuitas. Era sobrino del anterior Patriarca Eutimio III de Chios y fue nombrado vicario en Alepo bajo el reinado del Patriarca Macarios III Zaim. En 1672 fue nombrado obispo de Hama.
A la muerte del Patriarca Macarios III en 1672, su sobrino, Constantine Zaim, que aún no tenía veinte años, fue elegido patriarca con la ayuda del gobernador de Damasco, fue consagrado obispo y tomó el nombre de Cyril V Zaim. Su elección fue impugnada por algunos obispos y por Dositheos, patriarca de Jerusalén, que consideró su elección nula, señalando que Cyril Zaim no tenía la edad legal para ser nombrado obispo. Este partido apoyó a Neófito de Quíos, que se trasladó a Constantinopla donde en 1673 obtuvo un firmán en su favor del sultán otomano y el nombramiento de Patriarca por el Patriarca Ecuménico Dionysius IV de Constantinopla. Esto marcó la primera intervención directa del Patriarca de Constantinopla en los asuntos de la Sede de Antioquía.
En cualquier caso, Neófito no fue reconocido como Patriarca por todos los fieles; así el Patriarcado de Antioquía se dividió en dos facciones que alternativamente lograron obtener, gracias al apoyo financiero, el favor de la Sublime Puerta. A Cyril se le concedió el reconocimiento oficial tres veces y a Neophitos dos veces. La lucha entre los dos reclamantes duró nueve años, hasta 1682 cuando Neófito de Quíos, a causa de sus deudas, decidió retirarse, dejando a Cyril V Zaim como único reclamante. Neófito se retiró también de la Sede de Hama y fue nombrado obispo de Latakia con el título de Patriarca honorario. Murió en 1686.￼